# 费氏树鼠
费氏树鼠（学名：[Chiromyscus chiropus] 错误：{{Lang}}：文本有斜体标记（帮助）），一种分布于东南亚中南半岛及中国云南西双版纳地区的小型哺乳动物，隶属于鼠科中南树鼠属。

## 形态特征
费氏树鼠体长135～150毫米，尾长203～233毫米。眼眶黑色，颊部肉桂色。身体背部呈但黄褐色，杂有黑色锋毛；腹部白色。